# Institution sans but lucratif au service des ménages
Pour les articles homonymes, voir Institution.
ISBLSM est un sigle signifiant en économie (plus particulièrement pour la comptabilité nationale) Institution sans but lucratif au service des ménages.
Les ISBLSM ont pour fonction principale de produire des services non marchands pour les ménages, ou encore de vendre des services marchands sans but lucratif (sans profit).
Leurs ressources proviennent en premier lieu des contributions volontaires des ménages et des subventions publiques (France), mais aussi des revenus de la propriété et du produit de la vente des services marchands.
Les ISBLSM sont présentes dans des domaines très divers :
- politique et social : partis politiques, syndicats... ;
- religieux : Églises ;
- culturel ;
- sportif ;
- santé ;
- économique : associations de consommateurs.